# キケマン属
キケマン属（きけまんぞく、学名:Corydalis ）はケシ科ケマンソウ亜科の属の一つ。
新エングラー体系ではケシ科、クロンキスト体系ではケマンソウ科に分類されていた。

## 特徴
多年草、一年草または越年草で、ときに地下茎がある。全体にわたり粉白色を帯びることがあり、植物体の汁液は色がない。葉は根生するか、または茎に互生する。葉はやわらかく、3出複葉になるか羽状複葉になる。
花序は総状花序が花茎の先端につくか、葉に対生する。花は両性花で、小花柄および苞をもち、花弁は4個ある。花弁は外側に2個、内側に2個あり、外側の上側の花弁には距または胞があり、下側の花弁より長い。内側の左右の2個の花弁はやや小さく、同じ形で先端で合着する。雄蕊は2個ある。果実は蒴果となり、熟すと2片に裂ける。
世界に400種以上が生育している。ユーラシア、特に中国に多く分布する。日本では20種近くが確認されている。園芸種として栽培されるものもあり、学名のコリダリスの名前で流通している。

## 日本に分布する種
- エゾエンゴサク Corydalis fumariifolia Maxim. subsp. azurea Lidén et Zetterlund
- ヤマエンゴサク Corydalis lineariloba Siebold et Zucc.
  - ヒメエンゴサク Corydalis lineariloba Siebold et Zucc. var. capillaris (Makino) Ohwi
- キンキエンゴサク Corydalis papilligera Ohwi
- ミチノクエンゴサク Corydalis orthoceras Siebold et Zucc.
- ジロボウエンゴサク Corydalis decumbens (Thunb.) Pers.
  - シロバナジロボウエンゴサク Corydalis decumbens (Thunb.) Pers. f. albescens (Takeda) Ohwi
- エゾオオケマン Corydalis curvicalcarata Miyabe et Kudô
- ムラサキケマン Corydalis incisa (Thunb.) Pers.
  - シナノサラサケマン Corydalis incisa (Thunb.) Pers. f. bicolor Hayashi
  - ユキヤブケマン Corydalis incisa (Thunb.) Pers. f. candida Hiyama
  - シロヤブケマン Corydalis incisa (Thunb.) Pers. f. pallescens Makino
- ツルケマン Corydalis ochotensis Turcz.
- ナガミノツルケマン Corydalis raddeana Regel
- ヤマキケマン Corydalis ophiocarpa Hook.f. et Thomson
- ホザキキケマン Corydalis racemosa (Thunb.) Pers.
- シマキケマン Corydalis balansae Prain
- エゾキケマン Corydalis speciosa Maxim.
- フウロケマン Corydalis pallida (Thunb.) Pers. var. pallida
  - ミヤマキケマン Corydalis pallida (Thunb.) Pers. var. tenuis Yatabe
- ツクシキケマン Corydalis heterocarpa Siebold et Zucc. var. heterocarpa
  - キケマン Corydalis heterocarpa Siebold et Zucc. var. japonica (Franch. et Sav.) Ohwi
  - ムニンキケマン Corydalis heterocarpa Siebold et Zucc. var. brachystyla (Koidz.) Ohwi
  - ナンゴクキケマンCorydalis heterocarpa Siebold et Zucc. var. koidzumiana (Ohwi) Ohwi
- オトメエンゴサク Corydalis fukuharae Lidén
- チドリケマン Corydalis kushiroensis Fukuhara

## 園芸種
- Corydalis ambigua エゾエンゴサク - 園芸に用いられる唯一の日本産種。山野草として愛好家により栽培される。
- Corydalis buschii
- Corydalis flexuosa ヒマラヤエンゴサク - 中国四川省原産。流通上は品種名が用いられるのでこの名が出る機会は少ない。
  - C. flexosa subsp. flexosa 'Pere David' ペールダヴィッド - 紫がかったグラデーションの花。
  - C. flexosa subsp. flexosa 'Purple Leaf' パープルリーフ - 名前どおり葉が黒みがかる。
  - C. flexosa subsp. flexosa 'Blue Panda' ブルーパンダ - スカイブルーの花。
  - C. flexosa subsp. flexosa 'China Blue' チャイナブルー - 透き通るような青。
- Corydalis glaucescens
- Corydalis henrikii
- Corydalis magadanica
- Corydalis malkensis
- Corydalis quantmeyeriana
- Corydalis solida - ヨーロッパ原産。園芸用コリダリスとしてはもっとも普及している。下記以外にも多数の品種がある。
  - C. solida subsp. solida 'Dieter Schacht' ディーターシャハト - 明るいピンクの花。
  - C. solida subsp. solida 'George Baker' ショージベイカー - 赤に近い濃いピンクの花。
  - C. solida subsp. transylvanica トランシルヴァニカ - 赤みの強い赤紫色の花。
- Corydalis vittae

## ギャラリー

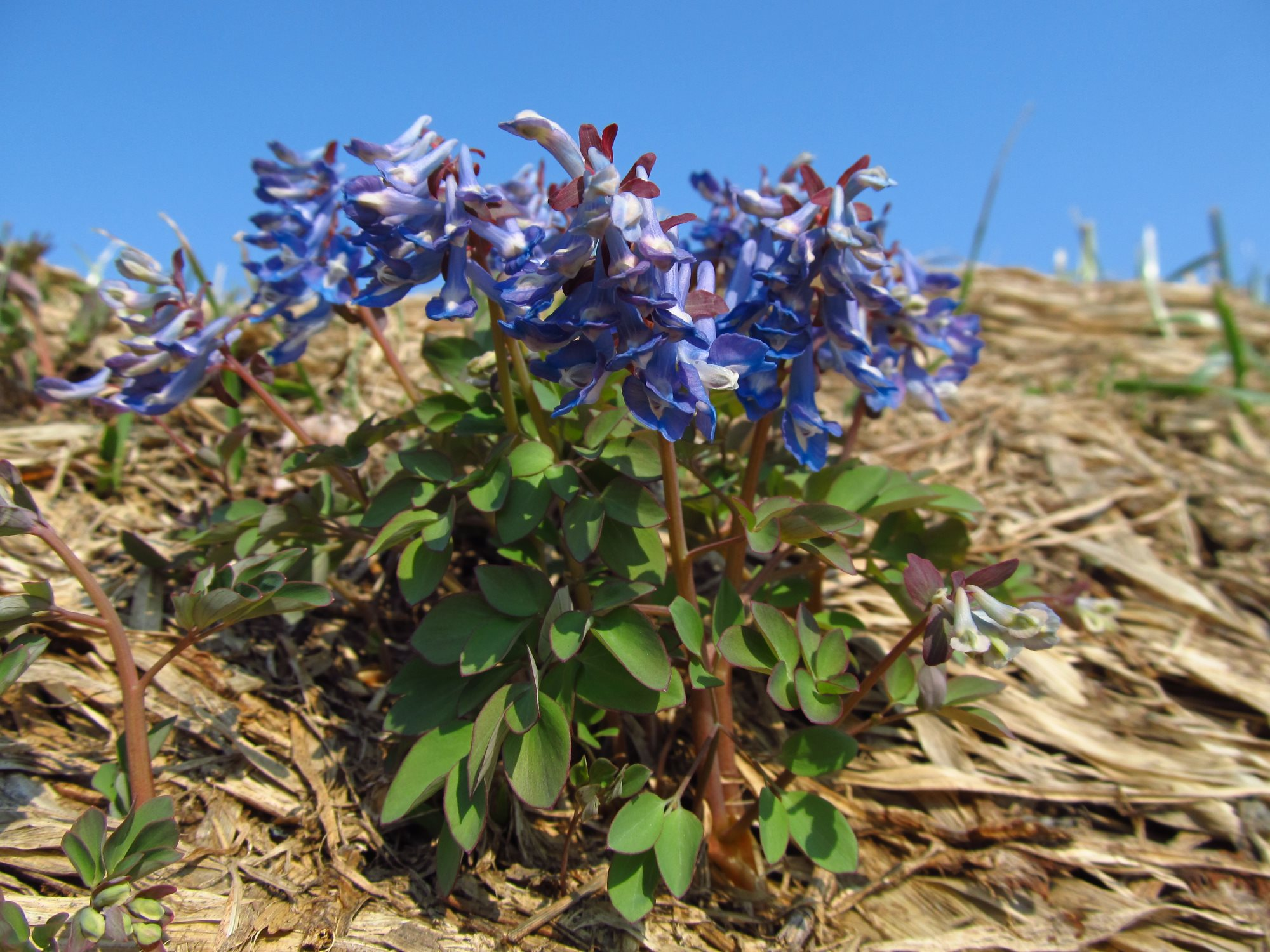
エゾエンゴサク
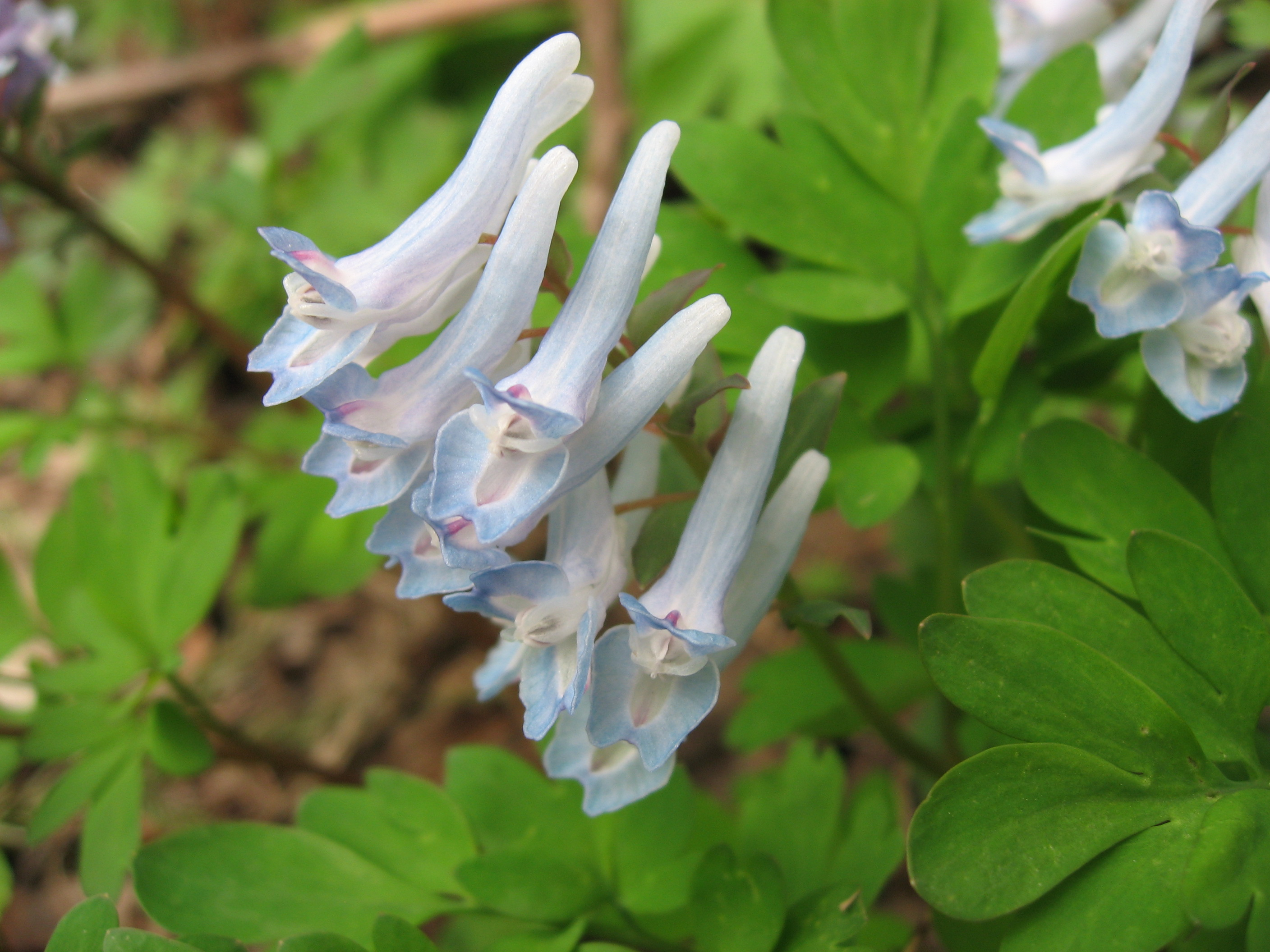
オトメエンゴサク
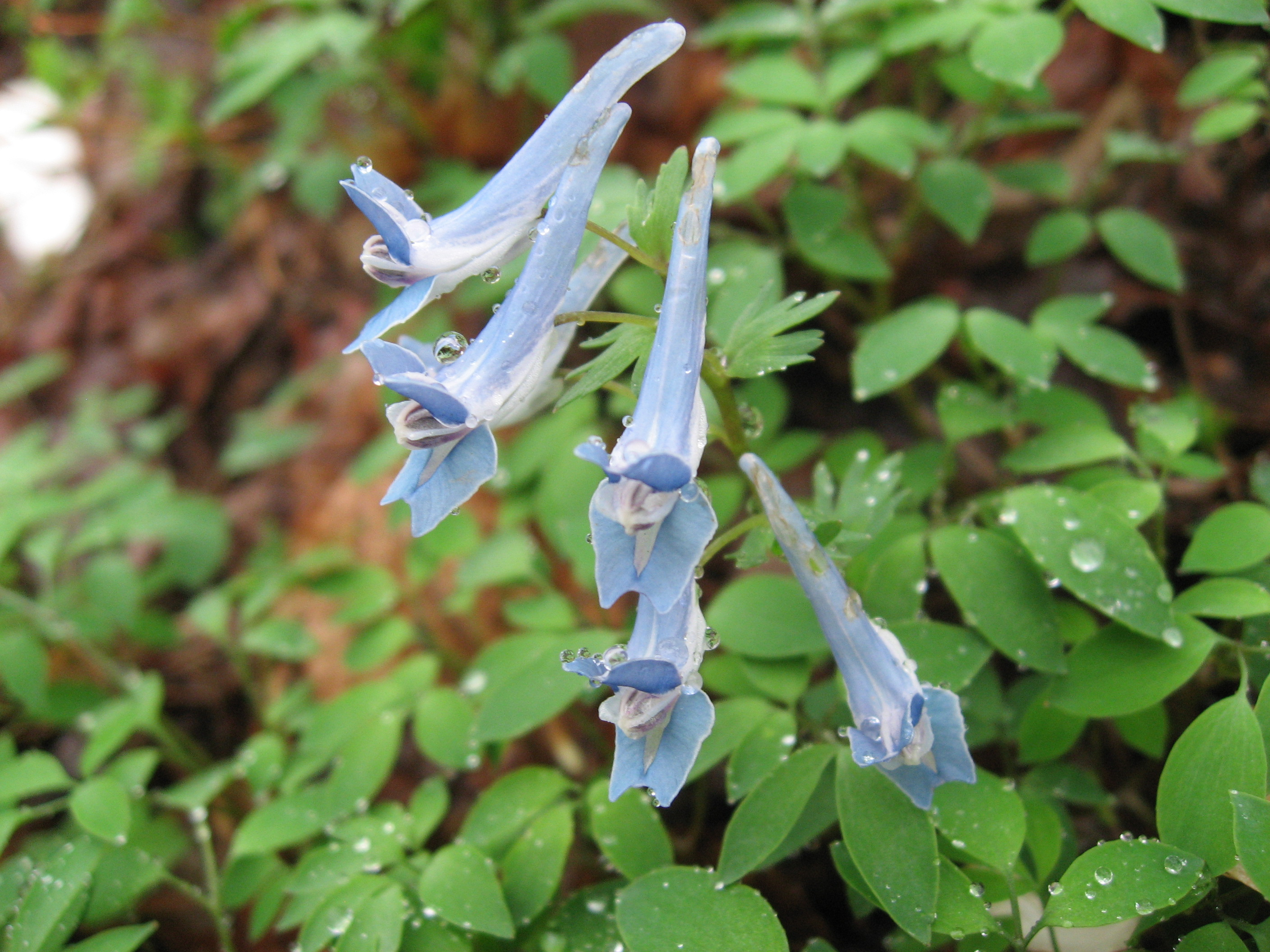
ヤマエンゴサク
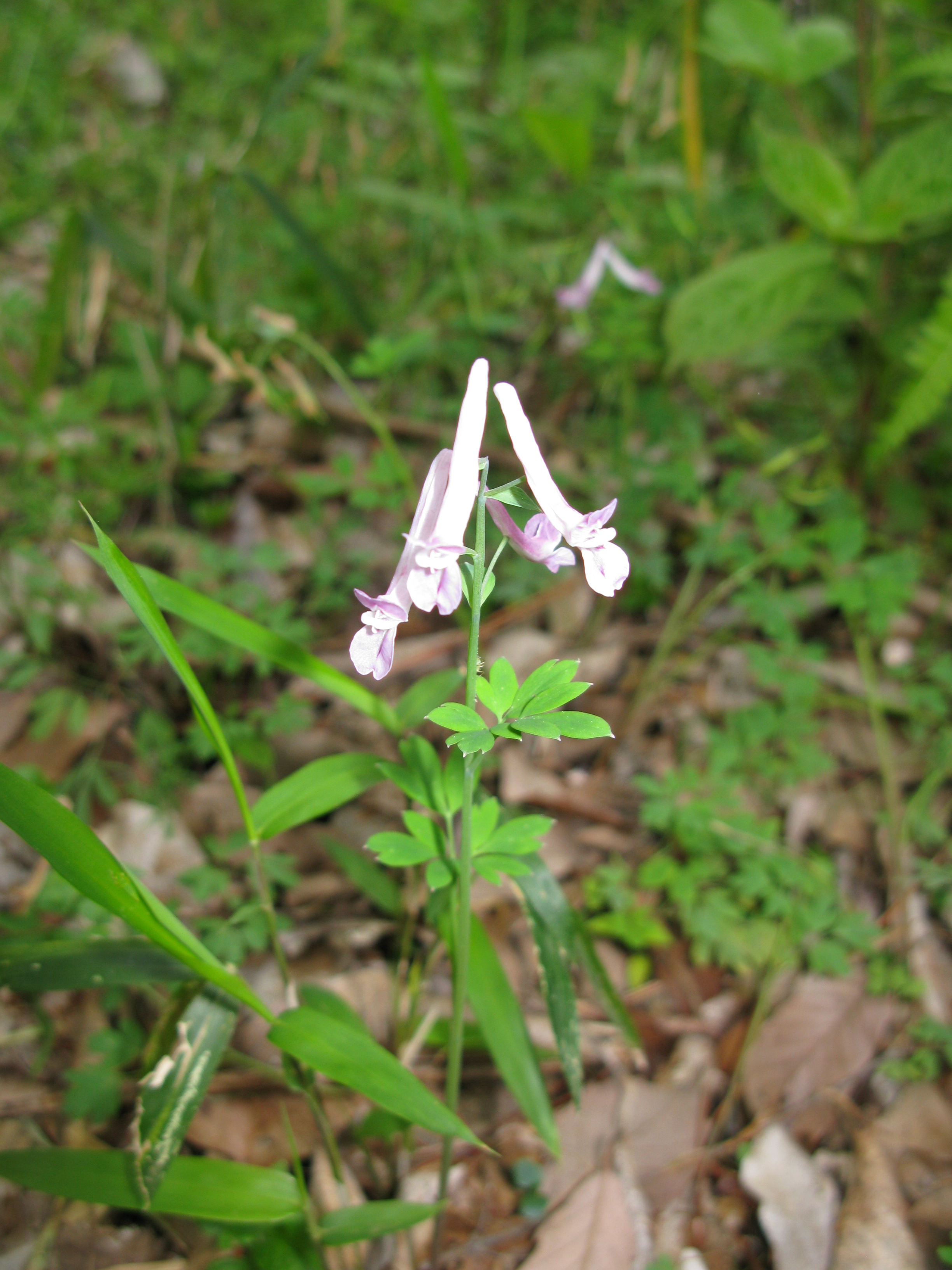
ジロボウエンゴサク
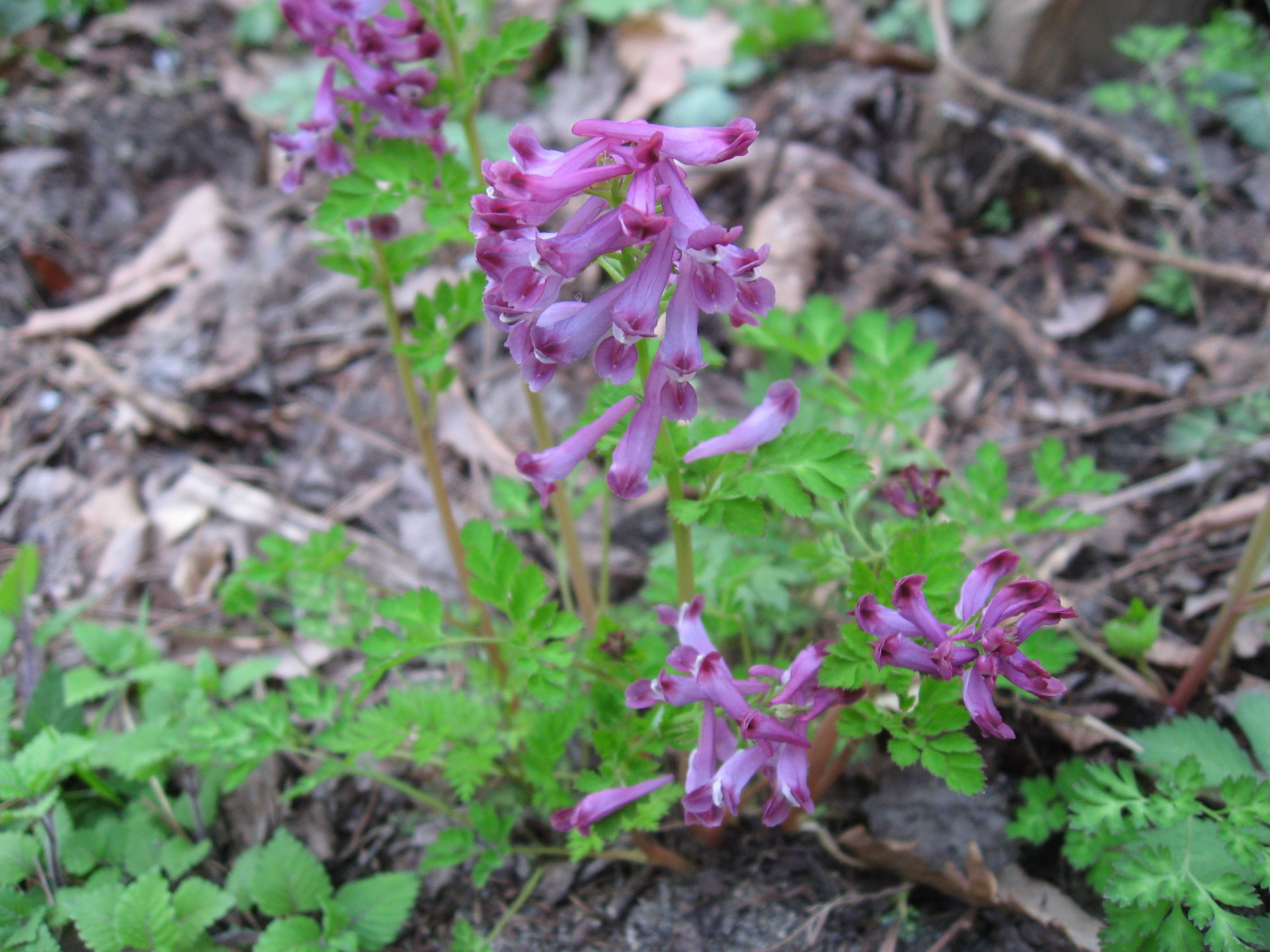
ムラサキケマン
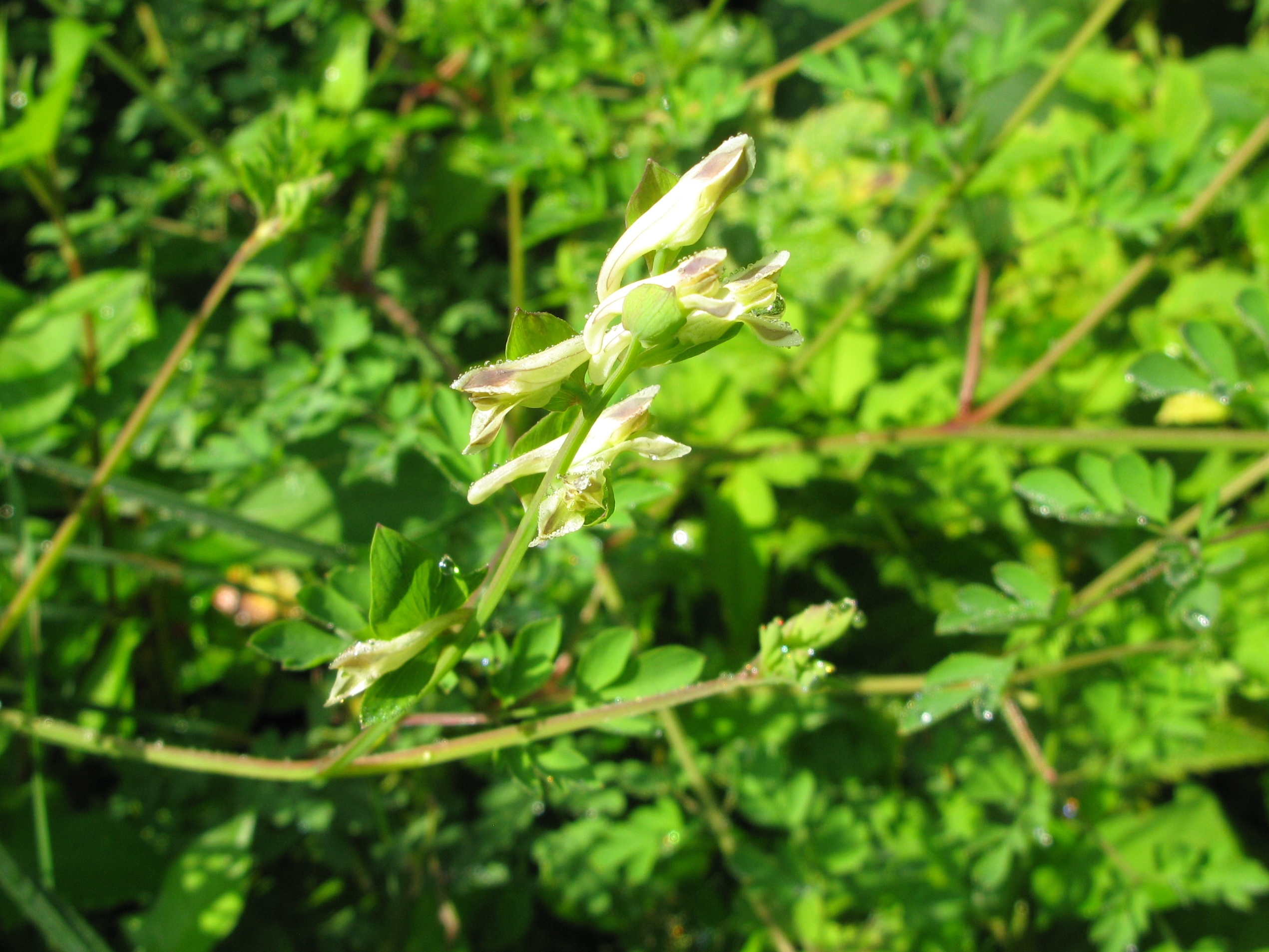
ツルケマン
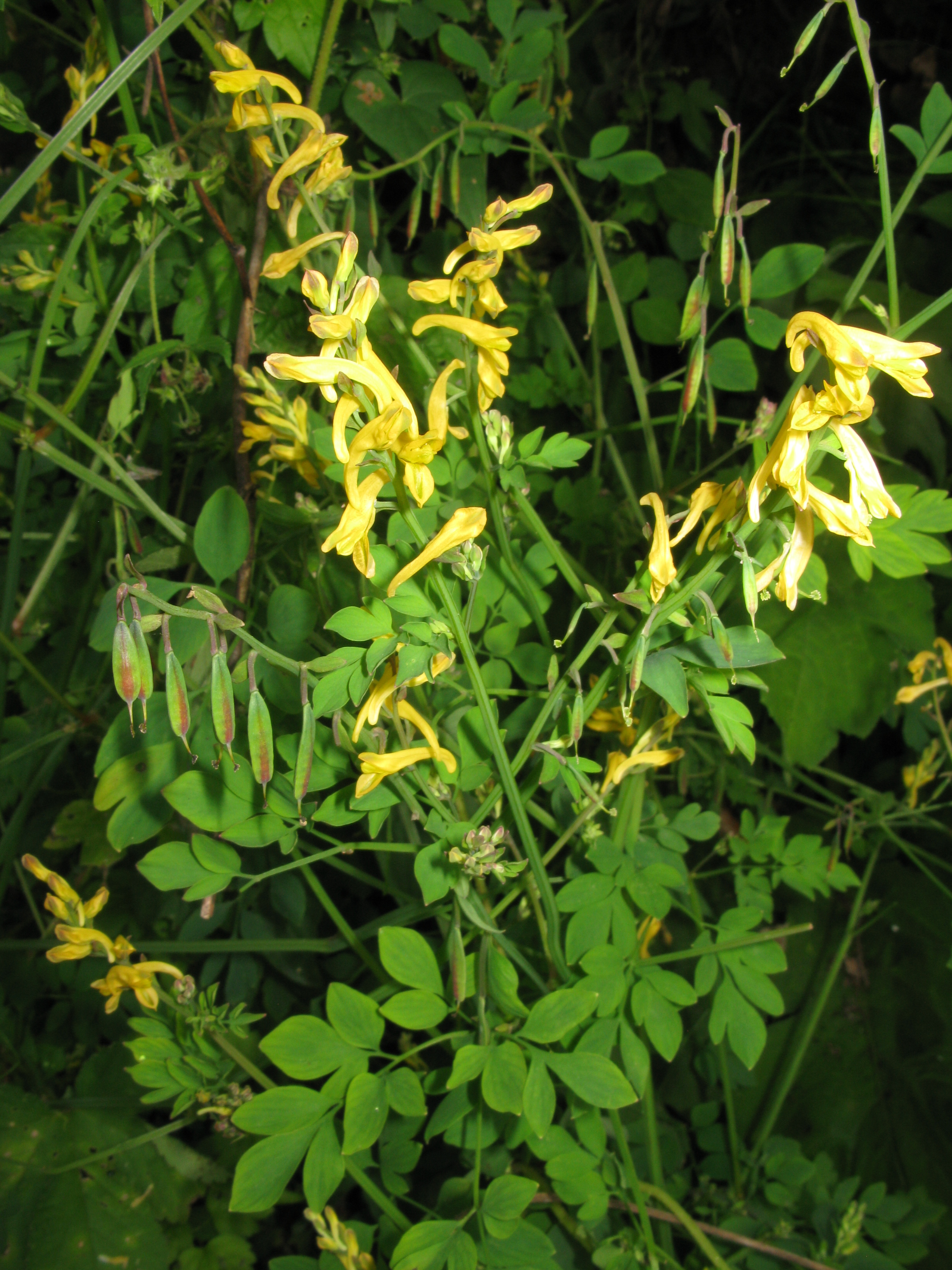
ナガミノツルケマン
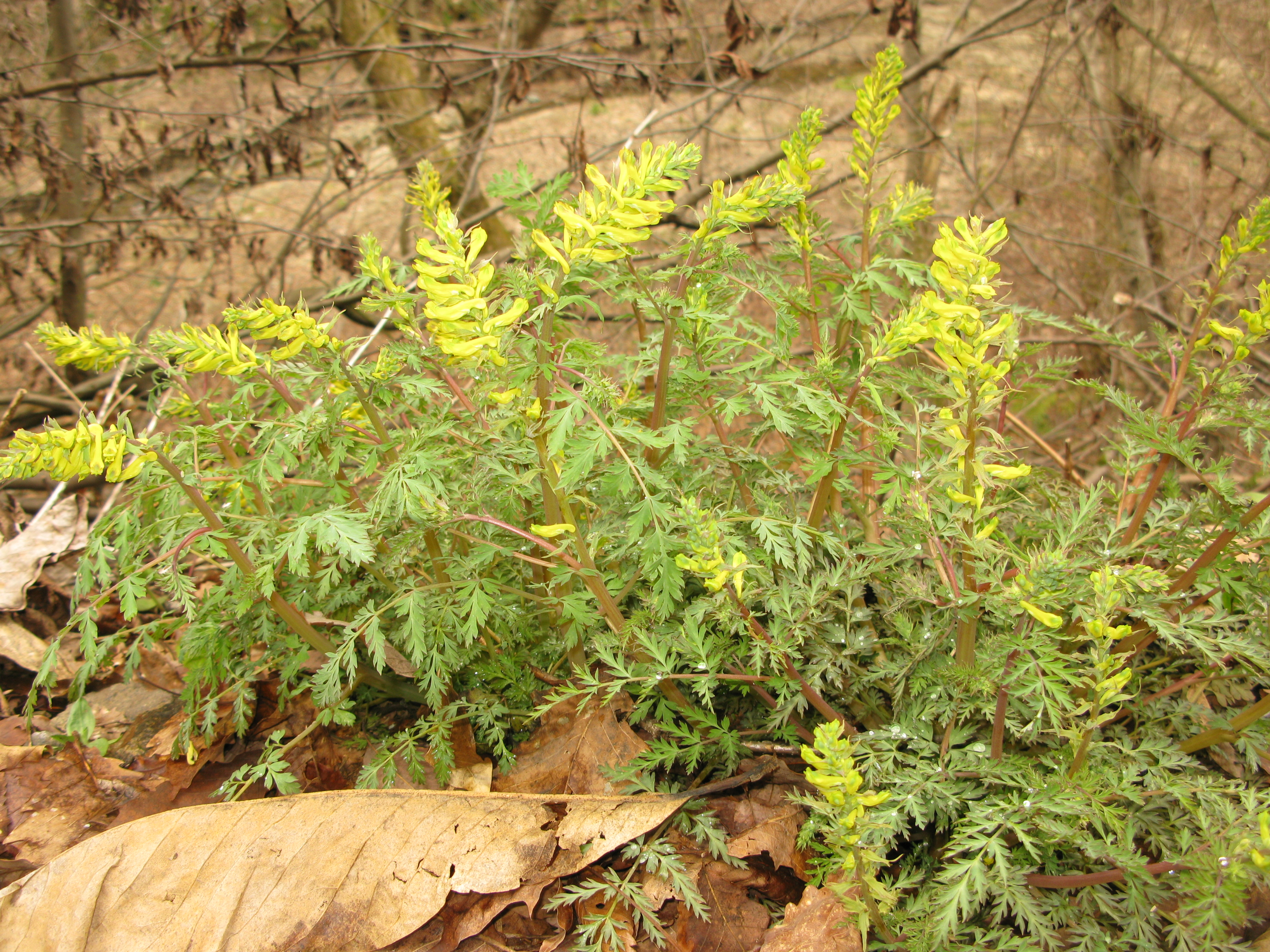
ミヤマキケマン
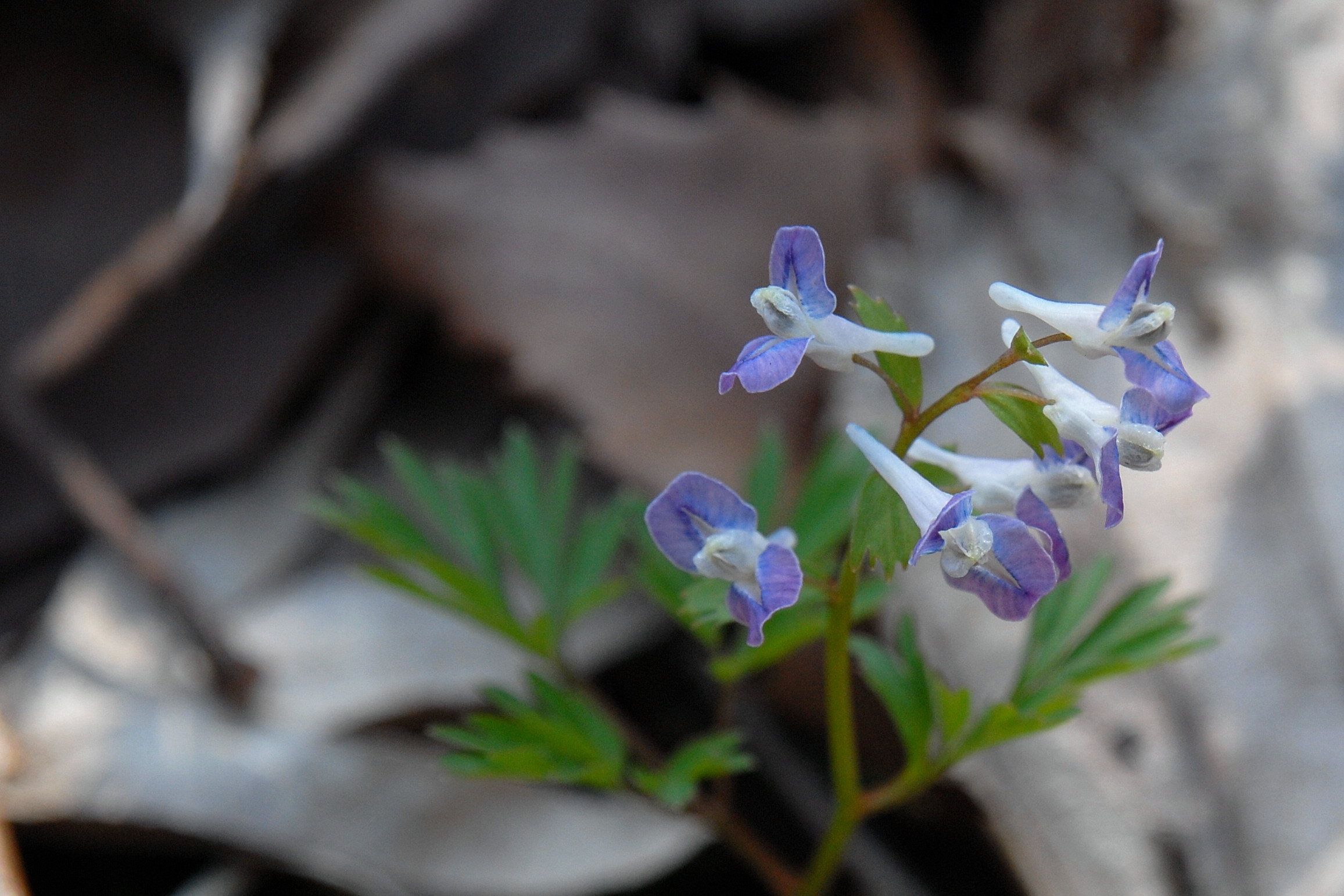
ミチノクエンゴサク